# Суверенный фонд Саудовской Аравии
Суверенный фонд Саудовской Аравии (англ. Public Investment Fund; араб. صندوق الإستثمارات العامة‎) — один из крупнейших суверенных фондов в мире с совокупными активами в 430 миллиардов долларов. Он был создан для вложения средств от имени правительства Саудовской Аравии. Портфель фонда включает около 200 инвестиций, около 20 из которых котируются на саудовской фондовой бирже Тадавул.
Фонд инвестирует в проекты через вложения в капитал, ссуды или гарантии. Он также предоставляет среднесрочные и долгосрочные кредиты крупным государственным и частным промышленным проектам. Фонд инвестирует в телекоммуникации, аэрокосмическую промышленность, энергетику, зелёные технологии.

## История
Суверенный фонд Саудовской Аравии был создан в 1971 году указом M/24 для финансовой поддержки проектов, имеющих стратегическое значение для национальной экономики.
С момента своего создания Фонд является основным инвестиционным инструментом Королевства и играет важную роль в финансировании жизненно важных проектов в нефтепереработке, производстве удобрений, нефтехимии и электроэнергетике. В июле 2014 года Совет министров предоставил Фонду полномочия по финансированию новых проектов внутри и за пределами Королевства, независимо или в сотрудничестве с государственным и частным секторами, без предварительного одобрения совета.

## Инвестиции

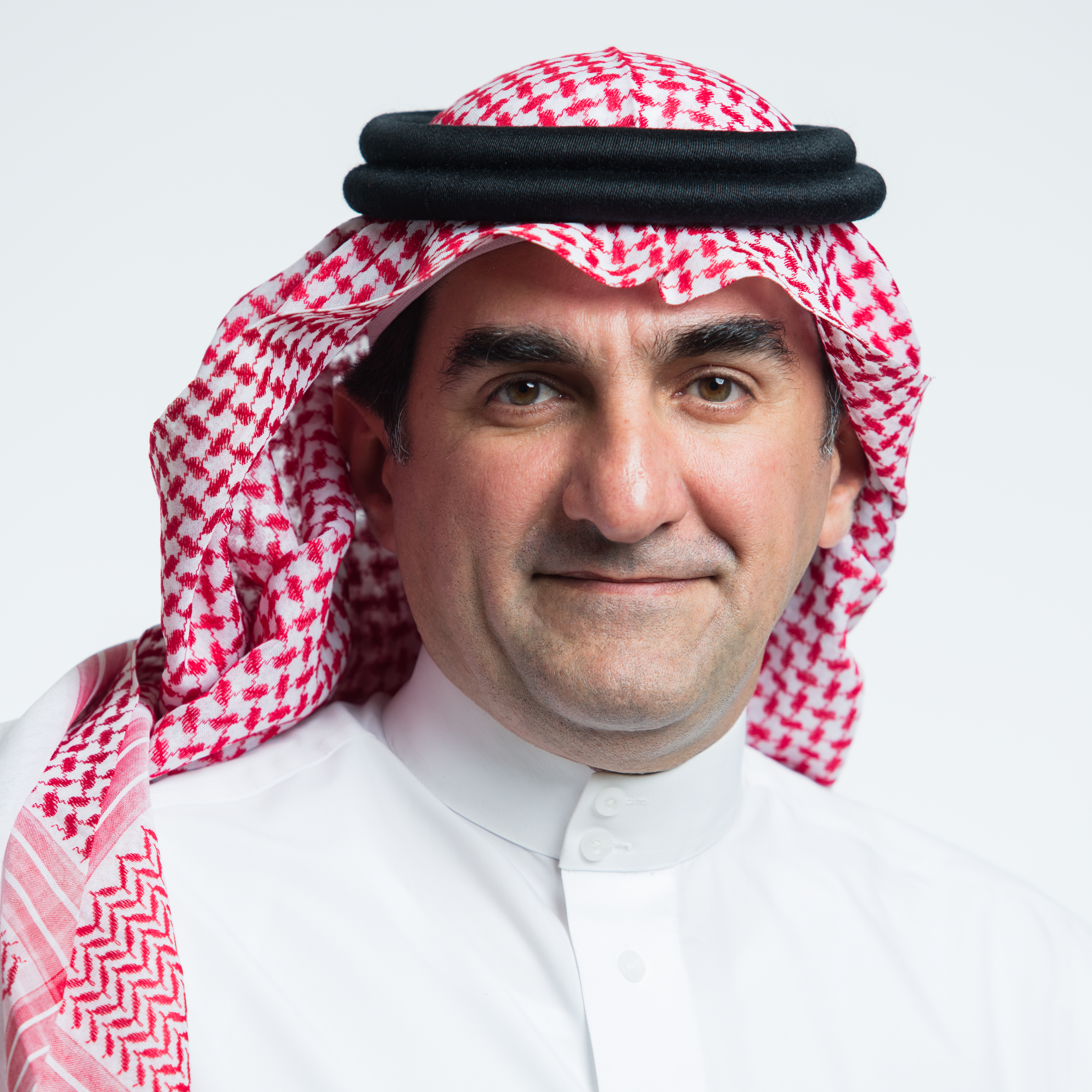
Ясир бин Осман Аль-Румайян в 2016 году

С 2015 года Фонд произвёл ряд крупных инвестиций, включая приобретение 38 % акций южнокорейской Posco Engineering & Construction Co. в июле 2015 года. В июне 2016 года Фонд приобрёл около 5 % акций Uber за 3,5 миллиарда долларов. 14 октября 2016 года SoftBank объявил о подписании меморандума о сотрудничестве для создания SoftBank Vision Fund, который планировал вложить до 45 миллиардов долларов в течение пяти лет в технологический сектор.
В марте 2016 года было объявлено, что контроль над Saudi Aramco будет передан в Фонд, и что королевство будет стремиться к листингу 5 процентов акций Aramco к 2017 году. Фонд рассчитывает стать крупнейшим в мире суверенным фондом с активами в 2 триллиона долларов.
20 мая 2017 года во время саудовско-американского форума, который был частью официальной поездки президента Дональда Трампа в Саудовскую Аравию, Фонд объявил о планах «инвестировать 40 миллиардов долларов в инфраструктурные проекты, в основном в США». Саудовская Аравия заключила деловые сделки с General Electric, Lockheed Martin и Blackstone Group. Blackstone заключил необязывающее соглашение о выделении Фондом 20 миллиардов долларов.
7 августа 2018 года Илон Маск объявил, что рассматривает возможность делистинга Tesla и что финансирование «гарантированно». Позднее Маск заявил, что представители Фонда несколько раз встречались с ним с начала 2017 года, чтобы выразить заинтересованность в этой сделке. На момент публикации Фонду принадлежало почти 5 % акций Tesla, купленных на открытом рынке.
29 января 2019 года Саудовская Аравия объявила о создании закрытого акционерного общества NEOM с капиталом в 500 миллиардов долларов. Целью этой компании, полностью принадлежащей Фонду, является развитие экономической зоны Неом.
27 апреля 2020 года Фонд приобрёл 5,7 % акций концертного дистрибьютора Live Nation стоимостью 500 миллионов долларов.
16 мая 2020 года Фонд приобрёл миноритарные пакеты акций крупных американских компаний, включая Boeing, Facebook и Citigroup. Фонд раскрыл долю в Boeing стоимостью 713,7 млн долларов, около 522 млн долларов в Citigroup, 522 млн долларов в Facebook, 495,8 млн долларов в Disney и 487,6 млн долларов в Bank of America. Он также раскрыл небольшую долю в Berkshire Hathaway. Фонд раскрыл и долю в нефтяной компании BP на сумму 827,7 млн долларов.
18 мая 2020 года SoftBank подтвердил, что в течение 2019—2020 года Vision Fund, в который Саудовская Аравия вложила 45 миллиардов долларов, понёс убыток в размере 17,7 миллиарда долларов. Убытки связаны с инвестициями в WeWork и Uber.
В июне 2020 года Фонд приобрели 2,32 % акций стоимостью 1,5 миллиарда долларов в индийской Jio Platforms, дочерней компании Reliance Industries.
В октябре 2021 года Фонд получил контроль над футбольным клубом «Ньюкасл Юнайтед» за 300 млн фунтов, приобретя 80 % акций клуба у Майка Эшли.